# Nigel Olsson
Nigel Olsson, detto Ollie (Wallasey, 10 febbraio 1949), è un batterista e cantante britannico.
È noto per essere un fondamentale membro della Elton John Band, il batterista ideale nell'immaginario collettivo dei fan di Elton. Ha infatti contribuito notevolmente al sound di alcuni album della rockstar, in particolare i primi.

## Biografia
Iniziò la carriera in ambito musicale nel 1965, suonando in varie band locali, fino al 1967, quando si decise di assemblare un  vero e proprio gruppo con i migliori musicisti attivi a Londra; nacquero così i Plastic Penny, formati, oltre che da Olsson (alla batteria), da Brian Keith (voce), Mick Grabham (alla chitarra), Tony Murray (al basso) e Paul Raymond (all'organo).
In seguito allo scioglimento di questa band tenterà, senza successo, di entrare a far parte dei Supertramp e, dopo essersi temporaneamente unito allo Spencer Davis Group e agli Uriah Heep, entrerà a far parte stabilmente della Elton John Band a partire dal trionfale tour americano del 1970/71. Per i successivi quattro anni suonerà in tutti gli album della superstar (celebri le sue partecipazioni agli album Honky Château, Don't Shoot Me I'm Only the Piano Player, Goodbye Yellow Brick Road e Captain Fantastic and the Brown Dirt Cowboy, e le sue storiche performance contenute nell'album live 17-11-70).
Nel 1975 sia Nigel che Dee Murray furono allontanati dalla band, della quale torneranno a far parte nel 1979. Nel frattempo Nigel, avendo passato una notte in stato di ubriachezza, investe un passante con l'auto, uccidendolo, e per questo verrà rinchiuso in carcere. Scontata la pena, il batterista contribuì fino al 1984 al sound di album come Too Low for Zero e Breaking Hearts.
Dopo altre partecipazioni e un duraturo periodo di oblio, nel 2001 è rientrato nella Elton John Band, nell'album Songs from the West Coast.

## Discografia

### Da solista
- 1971 - Nigel Olsson's Drum Orchestra And Chorus
- 1975 - Nigel Olsson
- 1978 - Nigel Olsson
- 1979 - Nigel
- 1980 - Changing Tides
- 2001 - Move The Universe

### Con i Plastic Penny
- 1968 - Two Sides of a Penny
- 1969 - Currency

### Con Elton John
- 1969 - Empty Sky
- 1971 - 17-11-70
- 1971 - Friends
- 1971 - Madman Across the Water
- 1972 - Honky Château
- 1973 - Don't Shoot Me I'm Only the Piano Player
- 1973 - Goodbye Yellow Brick Road
- 1974 - Caribou
- 1974 - Elton John's Greatest Hits
- 1975 - Captain Fantastic and the Brown Dirt Cowboy
- 1976 - Here and There
- 1980 - 21 at 33
- 1981 - The Fox
- 1983 - Too Low for Zero
- 1984 - Breaking Hearts
- 1988 - Reg Strikes Back
- 2000 - The Road to Eldorado Soundtrack
- 2001 - Songs from the West Coast
- 2002 - Greatest Hits 1970 - 2002
- 2004 - Peachtree Road
- 2006 - The Captain and the Kid

### Con gli Uriah Heep
- 1970 - ...Very 'Eavy ...Very 'Umble